# Howard Mayer Brown
Howard Mayer Brown fue un musicólogo estadounidense especializado en la música del renacimiento, aunque su estudio se extiende hasta la Edad Media y más allá del Barroco. Además de su gran labor como escritor (14 libros y más de 40 artículos) y difusor musical, fue profesor en diversos lugares a lo largo de su vida.

## Breve biografía
Su formación se desarrolló entre Harvard y Viena, esta última en los años posteriores a la Segunda Guerra Mundial y donde estudió canto y dirección de orquesta. En Harvard estudió con Walter Piston y recibió la influencia de Otto Gombosi y de John Ward, la cual se ve reflejada en sus dos primeros libros (Bibliografía del autor).Ya graduado en esta universidad americana, fundó la “Bach Society Chorus".
En su vida académica, el profesor Brown combinó los trabajos como músico, musicólogo y administrador, teniendo así un importante impacto en el estudio y la práctica de la música antigua en los Estados Unidos. Desde Harvard tardó poco tiempo en trasladarse a la universidad femenina Wellesley College como profesor y más tarde a la Universidad de Chicago donde pasaría los siguientes 12 años publicando, editando, enseñando y componiendo. 
En 1972 se fue a Londres donde fue el segundo titular del King's College London donde él pensaba que se quedaría el resto de su trayectoria profesional pero tras una serie de reformas en los programas que no fueron aceptadas (y de otras circunstancias) regresó a Chicago (después de solo dos años). 
A su vuelta a los Estados Unidos, fue elegido presidente de la Sociedad Americana de Musicología y como vicepresidente de la Sociedad Internacional de Musicología. Estos puestos lo llevaron a viajar para enseñar fuera de su país lo que lo convirtió en un personaje importante es su campo, particularmente en Francia e Inglaterra. En sus últimos meses, planeaba una retirada definitiva para establecerse entre París y Londres.
A lo largo de su vida, fue uno de los pioneros en trabajar y unir en sus investigaciones cuestiones de iconografía, organología… Además, fue miembro del comité ejecutivo de la sexta edición del New Grove Dictionary of Music and Musicians (en el que contribuyó en numerosos artículos) y a su muerte, dejó todos sus trabajos personales, sus archivos, sus libros y música a la Newberry Library de Chicago.

## Obras más relevantes del autor
- "Music in the French Secular Theatre 1400-1550 and Theatrical Chansons"(1963).
- "Instrumental Music Printed Before 1600" (1965).
- "Musical iconography: a Manual for Cataloguing Musical Subjects in Western Art before 1800" (1972).
- "Sixteenth-Century Instrumentation: the Music for the Florentine Intermedii"(1973).
- "Embellishing 16th-century music" (1976).
- "Music in the Renaissance" (1976).